# غاريت ميلز
غاريت ميلز (بالإنجليزية: Garrett Mills)‏ هو لاعب كرة قدم أمريكية أمريكي، ولد في 12 أكتوبر 1983 في تلسا في الولايات المتحدة.

## وصلات خارجية
- غاريت ميلز على موقع مرجع كرة القدم المحترفة.كوم (الإنجليزية)